# Distrikt Curibaya
Der Distrikt Curibaya liegt in der Provinz Candarave in der Region Tacna in Südwest-Peru. Der Distrikt wurde am 5. Februar 1875 gegründet. Er besitzt eine Fläche von 112 km². Beim Zensus 2017 wurden 402 Einwohner gezählt. Im Jahr 1993 lag die Einwohnerzahl bei 268, im Jahr 2007 bei 203. Die Distriktverwaltung befindet sich in der etwa 2410 m hoch gelegenen Ortschaft Curibaya mit 306 Einwohnern (Stand 2017). Curibaya liegt 15 km südwestlich der Provinzhauptstadt Candarave.

## Geographische Lage
Der Distrikt Curibaya liegt an der Südflanke der Cordillera Volcaánica im Süden der Provinz Candarave. Der Distrikt umfasst den Westteil der Laguna Aricota sowie das talabwärts gelegene Flusstal des Río Curibaya.
Der Distrikt Curibaya grenzt im Südwesten an den Distrikt Ilabaya (Provinz Jorge Basadre), im Norden an den Distrikt Huanuara, im Nordosten an den Distrikt Quilahuani sowie im Südosten an den Distrikt Héroes Albarracín (Provinz Tarata).